# Antonio Morello
Antonio Morello (Palmi, 11 gennaio 1977) è un ex calciatore italiano, di ruolo attaccante.

## Carriera
Cresce calcisticamente nel Cosenza. Nella stagione 2000-2001 passa al Siena in Serie B, dove disputa 23 partite segnando 2 gol. Ancora uno scampolo di stagione nella serie cadetta (5 presenze senza gol) con la maglia bianconera del Siena che lo gira all'Ascoli in Serie C1, il quale contribuì alla promozione in Serie B della squadra picena. Gli ascolani lo ricordano con enorme piacere quando il 7 aprile del 2002, davanti a quasi 20.000 spettatori al Del Duca, segnò il gol della vittoria contro il Catania con un colpo di testa (non proprio la sua specialità visto i suoi 165 centimetri). L'anno successivo rimane in Serie C in forza al Martina Franca prima e al Catanzaro per ritornare al Siena che milita nel campionato di Serie A. Fa il suo esordio in Serie A l'11 gennaio 2004 in occasione della partita Siena-Modena segnando anche un gol.
Torna quindi nella serie cadetta ancora al Catanzaro, dove colleziona 19 presenze e un gol, per poi scendere di categoria, in Serie C1 in forza prima al Giulianova, nel 2005, e poi alla Ternana a stagione iniziata nel campionato 2006-2007.
Rimane a Terni per tre stagioni prima di accasarsi a Colle di Val d'Elsa in forza alla Colligiana che milita nel Girone B della Lega Pro Seconda Divisione. A febbraio 2010 rescinde il contratto e lascia la squadra biancorossa.
Nel luglio 2010 si lega all'Hinterreggio, compagine che prende parte al campionato di Serie D, girone I. Mai impiegato nel corso del girone di andata, decide allora di lasciare il calcio, ritirandosi dall'attività agonistica il primo di febbraio del 2010.

## Palmarès

### Club

#### Competizioni nazionali
- Campionato italiano Serie C1: 3

Cosenza: 1997-1998
Ascoli: 2001-2002
Catanzaro: 2003-2004
- Supercoppa di Lega di Serie C: 1

Ascoli: 2002